# Segunda Categoría del Guayas 2017
El campeonato provincial de Segunda Categoría de Guayas 2017 fue la 51ª edición del torneo de la Segunda categoría de la provincia de Guayas. El torneo fue organizado por Asociación de Fútbol del Guayas (AFG) y avalado por la Federación Ecuatoriana de Fútbol. El torneo inició el 14 de mayo de 2017 y finalizó el 15 de julio de 2017. Participaron 24 clubes de fútbol y entregó 2 cupos al zonal de ascenso de la Segunda Categoría Nacional 2017 por el ascenso a la Serie B.

## Sistema de campeonato
El sistema determinado por la Asociación de Fútbol del Guayas fue el siguiente:
- Primera fase: Los 24 clubes fueron divididos en 4 grupos de 6 equipos, se jugaron 5 fechas en un sistema de todos contra todos, solo partidos de ida, donde los 2 primeros de cada grupo pasaron a la siguiente ronda.

- Segunda fase: : Se jugó un play-off con los ocho equipos, en encuentros de ida y vuelta (8 partidos en dos fechas), la ubicación y la numeración estuvo de acuerdo a la puntuación que acumularon en la primera etapa.

Una vez ubicados quedaron emparejados de la siguiente manera:
- Llave 1: 1.° vs. 8.°
- Llave 2: 2.° vs. 7.°
- Llave 3: 3.° vs. 6.°
- Llave 4: 4.° vs. 5.°

Los cuatro equipos que ganaron sus respectivas llaves, pasaron al cuadrangular final del torneo.
- Tercera fase:los 4 equipos clasificados jugaron el cuadrangular en partidos de ida y vuelta del cual los 2 mejores equipos mejor posicionados, fueron el campeón y subcampeón provincial y representaron a la provincia en el zonal.

## Equipos participantes
| Equipos participantes  | Equipos participantes | Equipos participantes         |
| ---------------------- | --------------------- | ----------------------------- |
|                        |                       |                               |
| Equipo                 | Ciudad                | Estadio                       |
| 9 de Octubre F.C.      | Guayaquil             | Estadio Alejandro Ponce Noboa |
| C.S. Patria            | Samborondón           | Estadio Arenas de Samborondón |
| C.D. Everest           | Guayaquil             | Estadio Alejandro Ponce Noboa |
| Calvi F.C.             | Guayaquil             | Estadio Alejandro Ponce Noboa |
| Panamá S.C.            | Guayaquil             | Estadio Alejandro Ponce Noboa |
| C.S. Norte América     | Guayaquil             | Estadio Alejandro Ponce Noboa |
| Toreros F.C.           | Guayaquil             | Estadio Alejandro Ponce Noboa |
| ESPOL                  | Guayaquil             | Estadio Alejandro Ponce Noboa |
| L.D. Estudiantil       | Guayaquil             | Estadio Alejandro Ponce Noboa |
| L.D.U. Guayaquil       | Guayaquil             | Estadio Universitario (UG)    |
| Estudiantes del Guayas | Guayaquil             | Estadio Alejandro Ponce Noboa |
| A.D. Naval             | Guayaquil             | Estadio Alejandro Ponce Noboa |
| Fedeguayas             | Guayaquil             | Estadio Alejandro Ponce Noboa |
| Don Café               | Guayaquil             | Estadio Alejandro Ponce Noboa |
| Paladín "S"            | Durán                 | Estadio Alejandro Ponce Noboa |
| C.D. Sur y Norte       | Guayaquil             | Estadio Alejandro Ponce Noboa |
| Rocafuerte F.C.        | Guayaquil             | Estadio Complejo La Cemento   |
| C.D. Banife            | Daule                 | Estadio Los Daulis            |
| Guayaquil Sport        | Guayaquil             | Estadio Alejandro Ponce Noboa |
| Atlético Milagro       | Milagro               | Estadio Los Chirijos          |
| Guayas F.C.            | Durán                 | Estadio Pablo Sandiford       |
| Guayaquil F.C.         | Guayaquil             | Estadio Alejandro Ponce Noboa |
| Real Fortaleza F.C.    | Guayaquil             | Estadio Alejandro Ponce Noboa |
| Chacarita Junior       | Durán                 | Estadio Pablo Sandiford       |

## Equipos por Cantón
| Cantón      | N.º | Equipos |
| ----------- | --- | --- |
| Guayaquil   | 18  | - Toreros F.C. - A.D. Naval - 9 de Octubre F.C. - Calvi F.C. - Don Café - Estudiantes del Guayas - ESPOL - C.D. Everest - Fedeguayas - Guayaquil F.C. - Guayaquil Sport - L.D. Estudiantil - L.D.U. de Guayaquil - C.S. Norte América - Panamá S.C. - Rocafuerte F.C. - C.D. Sur y Norte - Real Fortaleza F.C. |
| Durán       | 3   | - Chacarita Junior - Guayas F.C. - Paladín "S" |
| Milagro     | 1   | - Atlético Milagro |
| Samborondón | 1   | - C.S. Patria |
| Daule       | 1   | - C.D. Banife |

## Primera fase

### Grupo 1

#### Clasificación
|  |    | Equipo              | PJ | PG | PE | PP | GF | GC | DG  | PTS |
|  | -- | ------------------- | -- | -- | -- | -- | -- | -- | --- | --- |
|  | 1. | Guayas F.C.         | 5  | 3  | 2  | 0  | 13 | 2  | +11 | 11  |
|  | 2. | Chacarita Junior    | 5  | 3  | 2  | 0  | 12 | 2  | +10 | 11  |
|  | 3. | Real Fortaleza F.C. | 5  | 3  | 1  | 1  | 14 | 7  | +7  | 10  |
|  | 4. | Toreros F.C.        | 5  | 2  | 1  | 2  | 20 | 3  | +17 | 7   |
|  | 5. | Don Café            | 4  | 0  | 0  | 4  | 2  | 19 | -17 | 0   |
|  | 6. | Sur y Norte         | 4  | 0  | 0  | 4  | 0  | 28 | -28 | 0   |

|  | Clasificado a la Segunda etapa |

#### Resultados
| Guayas FC        | 7 - 0 | Sur y Norte    | Alejandro Ponce Noboa | 20 de mayo | 09:00 |
| Toreros FC       | 8 - 0 | Don Café       | Aso Guayas #2         | 20 de mayo | 09:00 |
| Chacarita Junior | 3 - 1 | Real Fortaleza | Alejandro Ponce Noboa | 20 de mayo | 13:00 |

| Real Fortaleza | 2 - 2  | Guayas FC        | Aso Guayas #2 | 24 de mayo | 09:00 |
| Don Café       | 1 - 3  | Chacarita Junior | Aso Guayas #2 | 24 de mayo | 13:00 |
| Sur y Norte    | 0 - 11 | Toreros FC       | Aso Guayas #2 | 24 de mayo | 15:00 |

| Guayas FC        | 1 - 0 | Toreros FC  | Alejandro Ponce Noboa | 27 de mayo | 09:00 |
| Real Fortaleza   | 5 - 1 | Don Café    | Alejandro Ponce Noboa | 27 de mayo | 11:15 |
| Chacarita Junior | 6 - 0 | Sur y Norte | Alejandro Ponce Noboa | 28 de mayo | 15:45 |

| Toreros FC  | 0 - 0 | Chacarita Junior | Alejandro Ponce Noboa | 1 de junio | 09:00 |
| Guayas FC   | 3 - 0 | Don Café         | Aso Guayas #2         | 1 de junio | 09:00 |
| Sur y Norte | 0 - 4 | Real Fortaleza   | Aso Guayas #3         | 1 de junio | 09:00 |

| Real Fortaleza   | 2 - 1 | Toreros FC  | Alejandro Ponce Noboa | 4 de junio     | 15:45          |
| Chacarita Junior | 0 - 0 | Guayas FC   | Aso Guayas #2         | 4 de junio     | 15:45          |
| Don Café         | -     | Sur y Norte | No se programó        | No se programó | No se programó |

### Grupo 2

#### Clasificación
|  |    | Equipo                 | PJ | PG | PE | PP | GF | GC | DG  | PTS |
|  | -- | ---------------------- | -- | -- | -- | -- | -- | -- | --- | --- |
|  | 1. | Atlético Milagro       | 5  | 4  | 1  | 0  | 21 | 6  | +15 | 13  |
|  | 2. | Estudiantes del Guayas | 5  | 3  | 2  | 0  | 8  | 3  | +5  | 11  |
|  | 3. | L.D. Estudiantil       | 5  | 2  | 1  | 2  | 13 | 13 | 0   | 7   |
|  | 4. | Guayaquil Sport        | 4  | 1  | 2  | 1  | 3  | 4  | -1  | 5   |
|  | 5. | Calvi F.C.             | 5  | 1  | 0  | 4  | 9  | 11 | -2  | 3   |
|  | 6. | 9 de Octubre F.C.      | 4  | 0  | 0  | 4  | 5  | 22 | -17 | -12 |

|  | Clasificado a la Segunda etapa |

#### Resultados
| Estudiantes del Guayas | 1 - 0 | 9 de Octubre     | Aso Guayas #2         | 20 de mayo | 13:00 |
| LD Estudiantil         | 1 - 4 | Atlético Milagro | Aso Guayas #3         | 20 de mayo | 13:00 |
| Guayaquil SC           | 1 - 0 | Calvi FC         | Alejandro Ponce Noboa | 21 de mayo | 09:00 |

| Calvi FC         | 1 - 3 | Estudiantes del Guayas | Alejandro Ponce Noboa | 24 de mayo | 11:00 |
| Atlético Milagro | 2 - 0 | Guayaquil SC           | Alejandro Ponce Noboa | 24 de mayo | 13:00 |
| 9 de Octubre     | 3 - 7 | LD Estudiantil         | Aso Guayas #2         | 24 de mayo | 13:00 |

| Estudiantes del Guayas | 2 - 2 | Atlético Milagro | Aso Guayas #3         | 27 de mayo | 09:00 |
| 9 de Octubre           | 0 - 5 | Calvi FC         | Alejandro Ponce Noboa | 27 de mayo | 15:45 |
| LD Estudiantil         | 2 - 2 | Guayaquil SC     | Aso Guayas #3         | 28 de mayo | 13:30 |

| Guayaquil SC     | 0 - 0 | Estudiantes del Guayas | Alejandro Ponce Noboa | 31 de mayo | 11:15 |
| LD Estudiantil   | 3 - 2 | Calvi FC               | Aso Guayas #2         | 31 de mayo | 11:15 |
| Atlético Milagro | 9 - 2 | 9 de Octubre           | Aso Guayas #3         | 31 de mayo | 11:15 |

| Calvi FC               | 1 - 4 | Atlético Milagro | Alejandro Ponce Noboa | 3 de junio     | 13:30          |
| Estudiantes del Guayas | 2 - 0 | LD Estudiantil   | Aso Guayas #2         | 3 de junio     | 13:30          |
| 9 de Octubre           | -     | Guayaquil SC     | No se programó        | No se programó | No se programó |

### Grupo 3

#### Clasificación
|  |    | Equipo            | PJ | PG | PE | PP | GF | GC | DG  | PTS |
|  | -- | ----------------- | -- | -- | -- | -- | -- | -- | --- | --- |
|  | 1. | Rocafuerte F.C.   | 5  | 4  | 0  | 1  | 26 | 4  | +22 | 12  |
|  | 2. | Guayaquil F.C.    | 5  | 3  | 0  | 2  | 13 | 4  | +9  | 9   |
|  | 3. | A.D. Naval        | 5  | 3  | 0  | 2  | 18 | 15 | +3  | 9   |
|  | 4. | Everest           | 5  | 3  | 0  | 2  | 8  | 8  | 0   | 9   |
|  | 5. | Banife            | 5  | 2  | 0  | 3  | 9  | 17 | -8  | 6   |
|  | 6. | Liga de Guayaquil | 5  | 0  | 0  | 5  | 3  | 29 | -26 | 0   |

|  | Clasificado a la Segunda etapa |

#### Resultados
| Rocafuerte FC | 3 - 0 | Everest           | Holcim Arena  | 21 de mayo | 09:00 |
| AD Naval      | 3 - 2 | Guayaquil FC      | Aso Guayas #2 | 21 de mayo | 13:00 |
| Banife        | 1 - 0 | Liga de Guayaquil | Los Daulis    | 21 de mayo | 15:00 |

| Liga de Guayaquil | 2 - 5 | AD Naval      | Alejandro Ponce Noboa | 25 de mayo | 09:00 |
| Guayaquil FC      | 2 - 0 | Rocafuerte FC | Alejandro Ponce Noboa | 25 de mayo | 11:00 |
| Everest           | 1 - 3 | Banife        | Alejandro Ponce Noboa | 25 de mayo | 13:00 |

| Liga de Guayaquil | 1 - 3 | Everest       | Aso Guayas #3         | 28 de mayo | 09:00 |
| AD Naval          | 1 - 4 | Rocafuerte FC | Alejandro Ponce Noboa | 28 de mayo | 09:00 |
| Banife            | 0 - 3 | Guayaquil FC  | Alejandro Ponce Noboa | 28 de mayo | 11:15 |

| AD Naval      | 1 - 3 | Everest           | Alejandro Ponce Noboa | 1 de junio | 13:30 |
| Guayaquil FC  | 6 - 0 | Liga de Guayaquil | Aso Guayas #3         | 1 de junio | 13:30 |
| Rocafuerte FC | 5 - 1 | Banife            | Holcim Arena          | 1 de junio | 13:30 |

| Everest           | 1 - 0  | Guayaquil FC  | Alejandro Ponce Noboa | 4 de junio | 09:00 |
| Liga de Guayaquil | 0 - 14 | Rocafuerte FC | Aso Guayas #2         | 4 de junio | 09:00 |
| Banife            | 4 - 8  | AD Naval      | Aso Guayas #3         | 4 de junio | 09:00 |

### Grupo 4

#### Clasificación
|  |    | Equipo        | PJ | PG | PE | PP | GF | GC | DG  | PTS |
|  | -- | ------------- | -- | -- | -- | -- | -- | -- | --- | --- |
|  | 1. | C.S. Patria   | 5  | 5  | 0  | 0  | 22 | 3  | +19 | 15  |
|  | 2. | FedeGuayas    | 5  | 4  | 0  | 1  | 11 | 6  | +5  | 12  |
|  | 3. | Panamá S.C.   | 5  | 3  | 0  | 2  | 12 | 8  | +4  | 9   |
|  | 4. | Paladín "S"   | 5  | 1  | 0  | 4  | 5  | 12 | -7  | 3   |
|  | 5. | Norte América | 5  | 2  | 0  | 3  | 6  | 12 | -6  | 0   |
|  | 6. | ESPOL         | 5  | 0  | 0  | 5  | 3  | 18 | -15 | 0   |

|  | Clasificado a la Segunda etapa |

#### Resultados
| Paladín "S" | 0 - 1 | Panamá SC     | Aso Guayas #3         | 20 de mayo | 09:00 |
| CS Patria   | 5 - 0 | ESPOL         | Samborondón Arena     | 20 de mayo | 16:00 |
| FedeGuayas  | 3 - 0 | Norte América | Alejandro Ponce Noboa | 21 de mayo | 13:00 |

| Panamá SC     | 1 - 4 | CS Patria   | Aso Guayas #1 | 24 de mayo | 11:00 |
| ESPOL         | 1 - 3 | FedeGuayas  | Aso Guayas #1 | 24 de mayo | 13:00 |
| Norte América | 1 - 0 | Paladin "S" | Aso Guayas #2 | 25 de mayo | 13:00 |

| FedeGuayas    | 2 - 1 | Panamá SC | Aso Guayas #3         | 27 de mayo | 13:30 |
| Paladin "S"   | 1 - 7 | CS Patria | Alejandro Ponce Noboa | 27 de mayo | 13:30 |
| Norte América | 3 - 1 | ESPOL     | Alejandro Ponce Noboa | 28 de mayo | 13:30 |

| Paladin "S" | 3 - 1 | ESPOL         | Aso Guayas #1     | 1 de junio | 15:45 |
| Panamá SC   | 5 - 2 | Norte América | Aso Guayas #2     | 1 de junio | 15:45 |
| CS Patria   | 3 - 1 | FedeGuayas    | Samborondón Arena | 1 de junio | 15:45 |

| Norte América | 0 - 3 | CS Patria   | Alejandro Ponce Noboa | 4 de junio | 13:30 |
| ESPOL         | 0 - 4 | Panamá SC   | Aso Guayas #2         | 4 de junio | 13:30 |
| FedeGuayas    | 2 - 1 | Paladin "S" | Aso Guayas #3         | 4 de junio | 13:30 |

## Segunda fase
Esta etapa la juegan los dos mejores equipos de cada grupo de la etapa anterior, es decir 8 clubes en total, que conforme a los puntos obtenidos se los ubica en una tabla única de posiciones que determinará el orden de los enfrentamientos de la siguiente manera:
- Llave 1: 1.° lugar vs. 8.° lugar
- Llave 2: 2.° lugar vs. 7.° lugar
- Llave 3: 3.° lugar vs. 6.° lugar
- Llave 4: 4.° lugar vs. 5.° lugar

Se enfrentarán en play-offs ida y vuelta donde los ganadores de cada llave pasan a la tercera fase que es el cuadrangular final.

### Tabla de posiciones
| N.º | Equipo                 | Pts | PJ | PG | PE | PP | GF | GC | DG  |
| --- | ---------------------- | --- | -- | -- | -- | -- | -- | -- | --- |
| 1   | C.S. Patria            | 15  | 5  | 5  | 0  | 0  | 22 | 3  | +19 |
| 2   | Atlético Milagro       | 13  | 5  | 4  | 1  | 0  | 21 | 6  | +15 |
| 3   | Rocafuerte F.C.        | 12  | 5  | 4  | 0  | 1  | 26 | 4  | +22 |
| 4   | FedeGuayas             | 12  | 5  | 4  | 0  | 1  | 11 | 6  | +5  |
| 5   | Guayas F.C.            | 11  | 5  | 3  | 2  | 0  | 13 | 2  | +11 |
| 6   | Chacarita Junior       | 11  | 5  | 3  | 2  | 0  | 12 | 2  | +10 |
| 7   | Estudiantes del Guayas | 11  | 5  | 3  | 2  | 0  | 8  | 3  | +5  |
| 8   | Guayaquil F.C.         | 9   | 5  | 3  | 0  | 2  | 13 | 4  | +9  |

### Partidos
| Fecha               | Lugar       | Local                  |  | Resultado     |  | Visitante              |
| ------------------- | ----------- | ---------------------- |  | ------------- |  | ---------------------- |
| 11 de junio de 2017 | Guayaquil   | Guayaquil F.C.         |  | 1 – 0         |  | C.S. Patria            |
| 14 de junio de 2017 | Samborondón | C.S. Patria            |  | (3) 1 – 0 (1) |  | Guayaquil F.C.         |
| 11 de junio de 2017 | Guayaquil   | Guayas F.C.            |  | 0 – 1         |  | FedeGuayas             |
| 14 de junio de 2017 | Guayaquil   | FedeGuayas             |  | 0 – 2         |  | Guayas F.C.            |
| 11 de junio de 2017 | Guayaquil   | Chacarita Junior       |  | 0 – 1         |  | Rocafuerte F.C.        |
| 14 de junio de 2017 | Guayaquil   | Rocafuerte F.C.        |  | 2 – 0         |  | Chacarita Junior       |
| 11 de junio de 2017 | Guayaquil   | Estudiantes del Guayas |  | 0 – 2         |  | Atlético Milagro       |
| 14 de junio de 2017 | Milagro     | Atlético Milagro       |  | 1 – 1         |  | Estudiantes del Guayas |

## Cuadrangular Final

### Clasificación
|  |    | Equipo           | PJ | PG | PE | PP | GF | GC | DG  | PTS |
|  | -- | ---------------- | -- | -- | -- | -- | -- | -- | --- | --- |
|  | 1. | C.S. Patria      | 6  | 5  | 0  | 1  | 15 | 6  | +9  | 15  |
|  | 2. | Rocafuerte F.C.  | 6  | 4  | 0  | 2  | 15 | 9  | +6  | 12  |
|  | 3. | Atlético Milagro | 6  | 3  | 0  | 3  | 10 | 12 | -2  | 9   |
|  | 4. | Guayas F.C.      | 6  | 0  | 0  | 6  | 4  | 17 | -13 | 0   |

|  | Campeón y clasificado a los zonales de Segunda Categoría 2017.     |
|  | Vicecampeón y clasificado a los zonales de Segunda Categoría 2017. |

### Evolución de la Clasificación
| Equipo / Jornada | 01 | 02 | 03 | 04 | 05 | 06 |
| ---------------- | -- | -- | -- | -- | -- | -- |
| C.S. Patria      | 1  | 1  | 1  | 1  | 1  | 1  |
| Rocafuerte F.C.  | 2  | 2  | 3  | 2  | 2  | 2  |
| Atlético Milagro | 4  | 3  | 2  | 3  | 3  | 3  |
| Guayas F.C.      | 3  | 4  | 4  | 4  | 4  | 4  |

### Resultados
| Rocafuerte FC | 4 - 1 | Guayas FC        | Holcim Arena      | 21 de junio | 10:00 |
| CS Patria     | 5 - 0 | Atlético Milagro | Samborondón Arena | 21 de junio | 16:00 |

| Atlético Milagro | 3 - 1 | Guayas FC | Los Chirijos | 24 de junio | 19:00 |
| Rocafuerte FC    | 0 - 1 | CS Patria | Holcim Arena | 25 de junio | 10:00 |

| Guayas FC        | 2 - 3 | CS Patria     | Alejandro Ponce Noboa | 28 de junio | 12:45 |
| Atlético Milagro | 4 - 0 | Rocafuerte FC | Los Chirijos          | 28 de junio | 19:00 |

| CS Patria     | 2 - 0 | Guayas FC        | Samborondón Arena | 1 de julio | 11:00 |
| Rocafuerte FC | 4 - 1 | Atlético Milagro | Holcim Arena      | 2 de julio | 10:00 |

| Guayas FC | 0 - 2 | Atlético Milagro | Alejandro Ponce Noboa | 8 de julio | 15:00 |
| CS Patria | 2 - 4 | Rocafuerte FC    | Samborondón Arena     | 8 de julio | 15:00 |

| Guayas FC        | 0 - 3 | Rocafuerte FC | Alejandro Ponce Noboa | 15 de julio | 14:00 |
| Atlético Milagro | 0 - 2 | CS Patria     | Los Chirijos          | 15 de julio | 14:00 |

| |
| Club Sport Patria Campeón 4.° Título Clasifica a los zonales de la Segunda Categoría 2017 - También clasifica Rocafuerte Fútbol Club como Vicecampeón. |